# バルバトル (ヴァンデ県)
バルバトル （Barbâtre）は、フランス、ペイ・ド・ラ・ロワール地域圏、ヴァンデ県のコミューン。

## 地理

バルバトルはノワールムティエ島にある4つのコミューンの1つである。島の最も狭い部分の砂浜や森、農地の間に7kmの長さで広がっている。
バルバトルは本土に最も近いため、陸路で本土に渡るための通過地点となっている。
- パッサ―ジュ・デュ・ゴワ - 1日2度、干潮後2時間から3時間の間出現する4.5kmの土手道
- ノワールムティエ橋 - 1971年完成。パッサ―ジュ・デュ・ゴワの代替手段となっている。

## 歴史
バルバトルの歴史は、ノワールムティエ島の歴史と絡み合っている。1790年より前、バルバトルはノワールムティエ教区の『分区』であった。バルバトルがコミューンとなったのは、1858年5月21日である。かつては、ノワールムティエのコミューンの一部であった。

## 経済
- 観光業 - 夏期は観光客がやってくるため人口が10倍に増加する。
- 農業 - 年間を通じてジャガイモが生産されている。

## 人口統計
| 1962年 | 1968年 | 1975年 | 1982年 | 1990年 | 1999年 | 2008年 | 2013年 |
| ------ | ------ | ------ | ------ | ------ | ------ | ------ | ------ |
| 1110   | 1124   | 1127   | 1091   | 1269   | 1420   | 1779   | 1792   |

参照元:1962年から1999年まで人口の2倍カウントなし。1999年までEHESS/Cassini、2004年以降INSEE